# Château du Fayel
Le château du Fayel est un bâtiment situé dans la commune de ce nom, dans l'Oise. Il fait l'objet d'une inscription au titre des monuments historiques depuis les 13 janvier 1947 (château et pavillon) et 5 août 1980 (communs).

## Histoire
La construction du château remonte à 1650-1655. Il est dessiné par Jacques Bruant pour Philippe de La Mothe-Houdancourt, maréchal de France, vice-roi de Catalogne, lieutenant général en Roussillon et Cerdagne, dont le frère, Daniel de La Mothe-Houdancourt, évêque de Mende, avait acheté la seigneurie du Fayel en 1627.
La reine Christine de Suède y a séjourné en 1656, rejointe sur place par Louis XIV, Anne d'Autriche et Mazarin.
L'architecte Jacques Bruant a également construit le Pavillon des Drapiers, situé au centre de Paris 11 rue des Déchargeurs, dont la façade se trouve aujourd'hui au musée Carnavalet et le bâtiment a été remplacé par la Crèmerie de Paris . Il est le frère ainé de Libéral Bruand, architecte des Invalides.
Après le maréchal de La Mothe-Houdancourt, le château passe à l'ainée de ses filles, la duchesse d'Aumont, qui le vend en 1682 à son oncle, Henri de La Mothe-Houdancourt, archevêque d'Auch. Après la mort de celui-ci, en 1684, Le Fayel passe à son frère Jérôme de La Mothe-Houdancourt, évêque de Saint-Flour, mort en 1693, puis au neveu de celui-ci, Charles de La Mothe-Houdancourt, gouverneur de Corbie, mort en 1728, au fils de celui-ci, Louis Charles de La Mothe-Houdancourt, maréchal de France, mort en 1755, et à sa fille, la marquise de Gamaches.
Il s'est ensuite transmis par successions dans les familles d'Héricy et de Cossé-Brissac .

## Description
Il s'agit d'un château de briques à coin de pierre avec un corps central et deux ailes en retour. L'intérieur a été réaménagé au XVIIIe siècle. Il est entouré d'un parc à la française, dessiné par Le Nôtre, dont on distingue encore le plan.

## Pour approfondir